# Dwyfor Meirionnydd (circonscription du Senedd)
Pour les articles homonymes, voir Dwyfor Meirionnydd.
Dwyfor Meirionnydd est une circonscription de l'Assemblée nationale du pays de Galles.

## Membres de l'Assemblée
| Élection | Élection | Membre             | Parti       | Portrait |
| -------- | -------- | ------------------ | ----------- | -------- |
|          | 2007     | Dafydd Elis-Thomas | Plaid Cymru |          |
|          | 2016     | Dafydd Elis-Thomas | Indépendant |          |

## Élections

### Élections dans les années 2010
| Élections de l'Assemblée galloise 2016: Dwyfor Meirionnydd |                   |                     |       |      |       |
| Parti                                                      | Parti             | Candidat            | Votes | %    | ±     |
|                                                            | Plaid Cymru       | Dafydd Elis-Thomas  | 9,566 | 47.3 | +0.7  |
|                                                            | Conservateur      | Neil Fairlamb       | 3,160 | 15.6 | −4.8  |
|                                                            | Labour            | Ian MacIntyre       | 2,443 | 12.1 | −0.6  |
|                                                            | UKIP              | Frank Wykes         | 2,149 | 10.6 | +10.6 |
|                                                            | Indépendant       | Louise Hughes       | 1,259 | 6.2  | +6.2  |
|                                                            | Liberal Democrats | Stephen Churchman   | 916   | 4.5  | −0.3  |
|                                                            | Green             | Alice Hooker-Stroud | 743   | 3.7  | +3.7  |
| Majorité                                                   | Majorité          | Majorité            | 6,406 |      |       |
| Participation                                              | Participation     | Participation       |       | 46.7 |       |
|                                                            | Plaid Cymru hold  | Plaid Cymru hold    | Swing | +0.4 |       |

| Élections de l'Assemblée galloise 2011: Dwyfor Meirionnydd |                   |                    |        |      |       |
| Parti                                                      | Parti             | Candidat           | Votes  | %    | ±     |
|                                                            | Plaid Cymru       | Dafydd Elis-Thomas | 9,656  | 46.6 | −13.1 |
|                                                            | Conservateur      | Simon Baynes       | 4,239  | 20.4 | +0.8  |
|                                                            | Llais Gwynedd     | Louise Hughes      | 3,225  | 15.5 | N/A   |
|                                                            | Labour            | Martyn Singleton   | 2,623  | 12.6 | +0.2  |
|                                                            | Liberal Democrats | Stephen Churchman  | 1,000  | 4.8  | −3.5  |
| Majorité                                                   | Majorité          | Majorité           | 5,417  | 26.1 | −14.0 |
| Participation                                              | Participation     | Participation      | 20,743 | 46.3 | −1.1  |
|                                                            | Plaid Cymru hold  | Plaid Cymru hold   | Swing  | −7.0 |       |

### Élections dans les années 2000
| Élections de l'Assemblée galloise 2007: Dwyfor Meirionnydd |                                       |                    |        |      |      |
| Parti                                                      | Parti                                 | Candidat           | Votes  | %    | ±    |
|                                                            | Plaid Cymru                           | Dafydd Elis-Thomas | 13,201 | 59.7 | +2.3 |
|                                                            | Conservateur                          | Mike Wood          | 4,333  | 19.6 | +5.5 |
|                                                            | Labour                                | David Phillips     | 2,749  | 12.4 | −9.1 |
|                                                            | Liberal Democrats                     | Stephen Churchman  | 1,839  | 8.3  | +1.3 |
| Majorité                                                   | Majorité                              | Majorité           | 8,868  | 40.1 | N/A  |
| Participation                                              | Participation                         | Participation      | 22,122 | 47.4 | +3.4 |
|                                                            | Plaid Cymru Vainqueur (nouveau siège) |                    |        |      |      |